# 法条遥
法条 遥（ほうじょう はるか、1982年 - ）は、日本の小説家、ホラー作家。静岡県焼津市出身、在住。

## 経歴
当初は企業に就職しようと活動していたがなかなか決まらず、もうだめだと悟った大学4回生の夏、それまではただの趣味であった小説を書くことを生業として生きていくことを決意する。しかしそれから6年で20作以上執筆して各賞に応募するも、どれも一次通過がやっとでなかなか芽が出なかった。このまま30歳になるようなら小説家の道は諦めるべきではないかと悩んでいた28歳の時、「同時両所存在に見るゾンビ的哲学考」が角川書店主催の第17回日本ホラー小説大賞の長編賞を受賞。『バイロケーション』と改題して2010年に小説家としてデビューした。
影響を受けた作家は森博嗣、野梨原花南、三津田信三。

## 作品リスト

### re〜シリーズ
- リライト（2012年4月 ハヤカワSFシリーズ Jコレクション / 2013年7月 ハヤカワ文庫JA / 2025年4月 ハヤカワ文庫JA〈新版〉）
- リビジョン（2013年7月 ハヤカワ文庫JA）
- リアクト（2014年4月 ハヤカワ文庫JA）
- リライブ（2015年3月 ハヤカワ文庫JA）

### その他の小説
- バイロケーション（2010年10月 角川ホラー文庫）
- 地獄の門（2012年3月 角川ホラー文庫）
- 404 Not Found（2013年2月 講談社ノベルス）
- バイロケーション スプリット（2013年12月 角川ホラー文庫）
- 忘却のレーテ（2014年7月 新潮社/2015年4月 新潮文庫nex）

## 映像化作品
映画
- バイロケーション（2014年1月18日〈表〉・2月1日〈裏〉公開、配給：角川書店、主演：水川あさみ）
- リライト（2025年6月13日公開、配給：バンダイナムコフィルムワークス、主演：池田エライザ）